# Magda Olivero
Magda Olivero (eredeti nevén Maria Maddalena Olivero) (Saluzzo, 1910. március 25. – Milánó, 2014. szeptember 8.) olasz opera-énekesnő (szoprán). A verista és Puccini-operák specialistájaként tartották számon.

## Élete
Egy bíró lányaként született. Előbb zongorázni, majd énekelni tanult Torinóban.
1933-ban Lauretta (Puccini: Gianni Schicchi) szerepében debütált a torinói Teatro Vittorio Emanuelében. Pályája első éveiben olasz színpadokon énekelt. Bemutatkozása után néhány hónappal eljutott a La Scala színpadára. 1941-ben megházasodott és tíz évre visszavonult a színpadtól. 1950-ben Francesco Cilea kérte, hogy mint a szerep legjobb megformálója, énekelje el újra az Adriana Lecouvreur címszerepét. Olivero visszatérésére ebben a szerepben Cilea halála után, 1951-ben került sor. Pályájának ebben a második szakaszában bontakozott ki nemzetközi karrierje, 1952-ben már Londonban, '53-ban Lisszabonban énekelt. Észak-amerikai bemutatkozására Dallasban került sor 1967-ben. 65 évesen, 1975-ben jutott el a Metropolitanbe. Hivatalosan 1982-ben visszavonult, de még utána is énekelt. 1993-ban (83 évesen) új felvételekből portrélemezt jelentetett meg a Bongiovanni kiadónál, még mindig intakt hanggal. Egészen rendkívüli módon, ténylegesen utolsó fellépése 99 éves korában volt.
Utolsó éveiben Milánóban élt.

## Szerepei
- Cherubini: Medeia – címszerep
- Cilea: Adriana Lecouvreur – címszerep
- Giordano: Fedora – címszerep
- Janáček: Jenůfa — A sekrestyésné
- Massenet: Manon – címszerep
- Poulenc: Az emberi hang – A nő
- Puccini: Tosca – címszerep
- Puccini: Bohémélet — Mimi
- Puccini: A Nyugat lánya — Minnie
- Puccini: A köpeny — Georgette
- Puccini: Angelica nővér — címszerep
- Puccini: Gianni Schicchi – Lauretta
- Puccini: Turandot – Liu
- Verdi: Nabucco — Anna
- Verdi: La Traviata – Violetta Valery